# Karl Apfelbach
Karl Apfelbach (* 4. Oktober 1995 in Shorewood, Wisconsin) ist ein US-amerikanischer Volleyballspieler.

## Karriere
Apfelbach begann seine Karriere an der Sherwood High School. Von 2015 bis 2019 studierte er an der University of California, Irvine und spielte in der Universitätsmannschaft. 2013 wurde der Diagonalangreifer auch in die Junioren-Nationalmannschaft berufen. Nach seinem Studium wechselte Apfelbach zum deutschen Bundesligisten TV Rottenburg.